# Evolucija ptic
Evolucija ptic in njihovih letalnih sposobnosti je bil postopna in je trajala milijone let. Telesna zgradba začetnih oblik je morala omogočati razvoj letalnih sposobnosti. Ker se je ohranilo zelo malo okamnin prvih ptičev, manjkajo posamezne razvojne stopnje. Zanesljivo je znano, da so bili predniki ptičev preprosti plazilci in ne močno specializirani leteči kuščarji pterozavri.
Ptice so kategorizirane kot biološki razred, Aves. Sodobna filogenija uvršča ptice v klad dinozavrov Theropoda. Glede na sedanje soglasje so Aves in sestrska skupina red Crocodilia skupaj edini živi pripadniki nerangiranega klada "plazilci" Archosauria (arhozavri).

## Izvor ptic
Evolucija naj bi se začela v jurski dobi, ko naj bi se ptiči razvili iz skupine teropod (Theropoda) dinozavrov. Najzgodnejše znana vrsta iz razreda Aves je Archaeopteryx lithographica iz dobe pozna jura, čeprav Archaepteryx ni splošno priznan kot prava ptica.  
Najstarejši znani fosil ptice Archaeopteryx lithographica je star okoli 150 milijonov let in naj bi živel v juri (pred 205–142 milijoni let). Ptica je bila velika kot vrana in je imela plazilske in ptičje lastnosti. Pernate peruti so bile ptičje, namesto kljuna pa je imela plazilski gobec z zobmi. Ni povsem jasno ali je praptič aktivno letal ali pa le jadral.
Leta 2002 odkriti dromeozaver Cryptovolans (ki bi lahko bil Microraptor) je bil sposoben pospeševalnega letenja, imel je prsnico in rebra z nasadnicami, ki segajo nazaj in se naslanjajo na sosednje rebro. Dejstvo je, da je Cryptovolans bolj "ptica" kot Archaeopteryx, ki mu manjkajo nekatere od teh značilnosti sodobnih ptic. Zaradi tega so nekateri paleontologi so predlagali, da so dejansko dromeozavri prvi ptiči. Dokaz za to teorijo je trenutno nedokončen, toda izkopavanja fosilov (zlasti na Kitajskem) odkrivajo nenavadne pernate dromeozavre. Vsekakor pa je dokaj gotovo, da so letenje z uporabo pernatih kril uporabljali theropodi že v sredini jure.

## Današnje ptice
Število ptičjih vrst je naraslo v kredi (pred 142–65 milijoni let), ko so se ptice razvile v letalce. Iz tega obdobja poznamo prednike današnjih ptic. Ptice so preživele obdobje množičnega izumiranja dinozavrov ob koncu krede. V tem obdobju so se razvile številne oblike, kakršne lahko opazujmo še danes.